# サイレントストック
サイレントストック（Silent Stock）は、パチスロにおけるボーナス貯留機能の一種であり、この機能を搭載した機種をサイレントストック機と呼ぶ。

## 概要
パチスロにおける本来のボーナス貯留機能は、内部当選したボーナスを当選したそのゲームで揃えられなかった場合にボーナス当選を記憶（ストック）し、次ゲーム以降に揃えても有効とする機能であり、ボーナス内部当選以降ボーナスを揃えるまでリプレイ確率を上げるよう規定されている。ボーナスが揃えられないことによる不公平の救済措置として存在した。
サイレントストックは、通常ゲームを常時リプレイタイム（RT）状態とし、内部当選したボーナスを全て貯留、特定条件に合致した場合にのみRT状態を解除して一部のボーナスを放出する。これにより、連続的なボーナス放出（いわゆる連チャン）を可能にした。ボーナスが内部当選しても、ストックされていても通常ゲームと同じ振る舞いをし続ける。すなわち静かにストックされるため「サイレントストック」と呼ばれるようになった。
通常ゲームがRT状態であるため、内部的にリプレイが高確率で成立する。リプレイは、成立と同時に「揃うリプレイ」と「揃わないリプレイ」に抽選で振り分け、「揃うリプレイ」はリール制御によって必ず揃い、「揃わないリプレイ」はリール制御によって必ずハズレ目となる。「揃うリプレイ」の確率は、規定のリプレイ当選確率に近似するように設計されている。
類似する機能に「ストックタイム（ST）」があるが、こちらは通常ゲームとは別に突入と終了が明確なRTが存在しており、RT中に内部当選したボーナスを全て貯留、RT終了後に全てを放出する機能である。

## メリット
- 連チャンを実現することにより、一発逆転あるいは一攫千金の夢をプレイヤーに与えた。
- ボーナス放出タイミングが自在に制御できるため、連続演出や前兆演出の幅が広がった。
- ボーナス間のゲーム数を決める、ボーナス放出ゲーム数テーブルや天井など、攻略要素がある機種もあり、雑誌の解析などで勉強することで、勝率を上げることができた。
- 小役当選をボーナス放出契機にしたり、放出確率の異なるモードの概念の導入など、ゲーム性が多様になった。

## デメリット
- 射幸性の高さにより、余裕資金を越えて過度に散財するプレイヤーも存在した。
- 機種によってはボーナス放出ゲーム数テーブルに偏りが出てしまい、ボーナス放出の可能性が低いゲーム数での遊技が単調になってしまったり、プレイヤーの知識による不公平が生じた。
- 新台時はストックがない状態なので、ある程度ストックが貯まるまでは連荘し難い状況となる。遊戯店側としては「高設定を投入しているのに出玉が少ない」というケースが見受けられた。そのため、一部の店では営業開始前に手動もしくは機械で打ち込み、ストックを貯める作業を行うこともあった。
- 一方でストックされたボーナスを遊戯店が意図的に消す（ストック消し、ストック飛ばし）ことによる、連荘性やゲーム性を損ねる行為もあった。

## 主な機種
初搭載は山佐の『スーパーリノ』。この機種の放出条件は規定RTの消化のみと、比較的シンプルな設計であった。その後、同社の『キングパルサー』で規定RT消化以外の放出条件が搭載され、以後ストック機が4号機の主流となる。以降、他メーカーも参入し「ST機ブーム」の到来となり、『吉宗』『鬼武者3』などが誕生した。